# آندره آدامو (مدیر مسابقه)
آندره آدامو (زاده ۲۵ مه ۱۹۷۱ در تورین، ایتالیا)، مهندس و مدیر مسابقه‌ای ایتالیایی است. او در ژانویه ۲۰۱۹ به عنوان مدیر تیم هیوندای شل موبیلز دبلیوآرتی در رالی قهرمانی جهان منصوب شد و جایگزین میشل ناندان شد. تحت رهبری او، این تیم عنوان اولین قهرمانی سازندگان خود را در فصل ۲۰۱۹ به دست آورد.